# Джордж Стірс
Джордж Стірс (15 серпня 1819 — 25 вересня 1856) — американський конструктор яхт, конструктор знаменитої яхти «Америка», яка виграла «Кубок ста гіней» — один з найпочесніших кубків у вітрильному спорті.

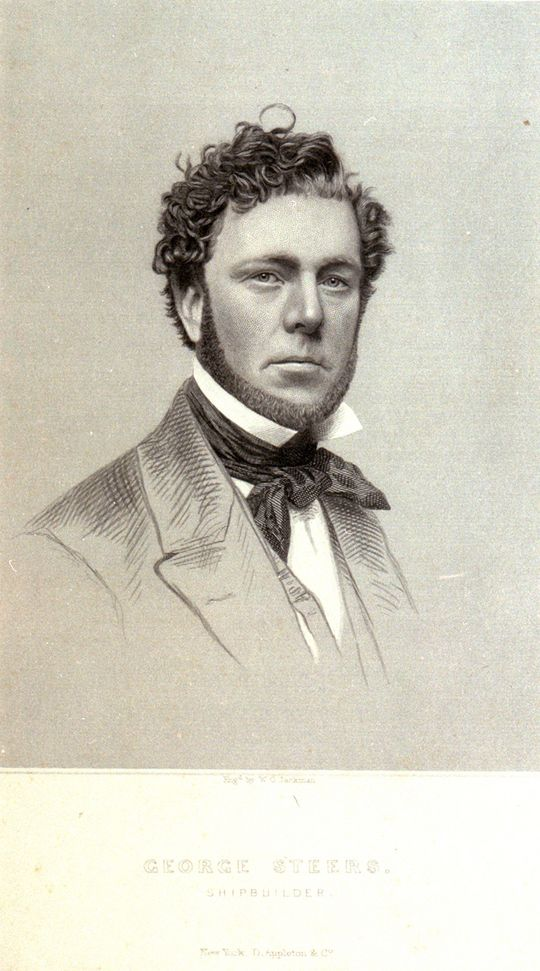

Був сином Генрі Стірса, одного з провідних американських суднобудівників. В шістнадцять років побудував шлюп «Мартін фон Борен», який в регаті переміг яхту «Гладіатор», що вважалася самою швидкою у своєму класі. Через три роки спорудив 37-тонну яхту «Манхаттан».
В яхті «Америка» розробив і застосував революційні на той час рішення в частині обводів корпуса яхти.
Зі своїм братом заснував верф Джордж Стірс і Ко.
Помер в результаті нещасного випадку під час виконання контракту на будівництво яхти для російського царя Олександра II.